# Renato González
Renato Patrício González de La Hoz, mais conhecido como González (Santiago, 19 de fevereiro de 1990, é um futebolista chileno que atua como meio-campista. Atualmente, joga pela Ponte Preta.

## Carreira
González começou sua carreira nas categorias de base do Palestino, até que ele foi para o time adulto, e assim chamado para jogar na Seleção Chilena estreando contra o Paraguai em 2009 e nesse jogo ele fez um gol.
Jogador novo de muitas habilidades, ficou conhecido, e foi anunciado pela Ponte Preta em 2010 para disputar o Campeonato Paulista, a Copa do Brasil e provavelmente o Campeonato Brasileiro. Em 2012 foi contratado pelo Anapolina FC, onde realizou um jogo treino contra o Catanduva, onde fez três pênaltis e no segundo tempo foi para o gol, tomando oito gols sendo que três deles foram contra do próprio jogador. Ao final deste jogo Renato foi expulso por agredir um parceiro de equipe, Rodrigo Ninja. Hoje Gonzales continua atuando no clube, como terceiro roupeiro.